# 마에자와 유사쿠

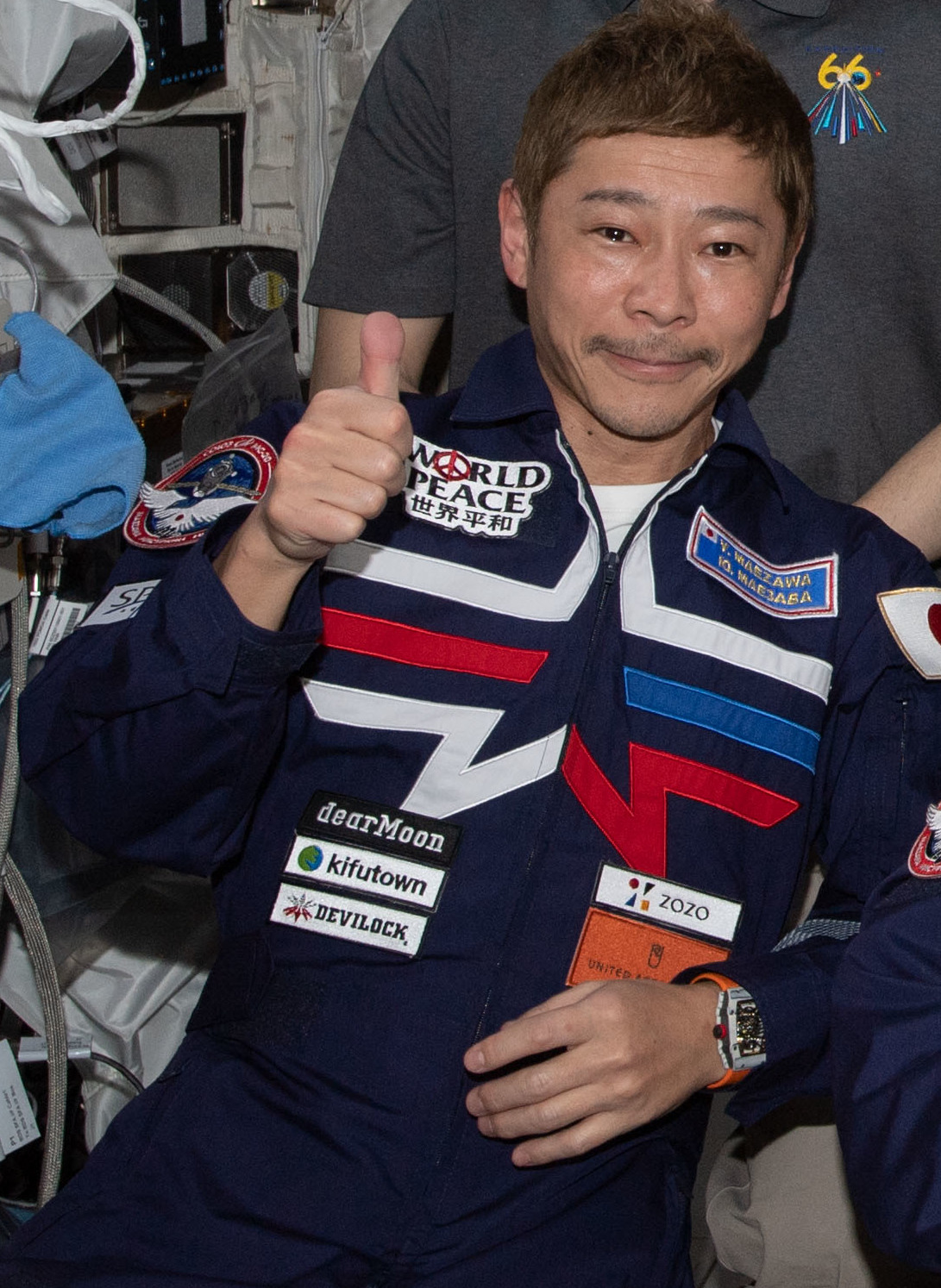
2021년 모습

마에자와 유사쿠(前澤友作, 1975년 11월 22일 ~ )는 일본의 억만장자 기업가이자 미술품 수집가이다. 그는 1998년에 스타트 투데이(Start Today)를 설립하고 2004년에 현재 일본 최대 규모의 온라인 패션 소매 웹사이트인 조조타운(Zozotown)을 시작했다. 가장 최근에 마에자와는 2018년에 맞춤형 의류 브랜드 ZOZO와 재택 측정 시스템인 ZOZOSUIT를 출시했다. 2021년 12월 현재 포브스는 그의 순자산을 20억 달러로 추산하고 있다.

## 어린시절
마에자와는 1991년에 와세다 지츠교 고교에 다니기 시작했고, 그곳에서 그는 동급생들과 함께 스위치 스타일(Switch Style)이라는 하드코어 펑크 밴드를 시작했고, 여기서 그는 드러머였다. 밴드는 1993년에 첫 번째 EP를 발표했다. 고등학교를 졸업한 후 그는 대학에 가지 않기로 결정했다. 대신 그는 여자 친구와 함께 미국으로 이주하여 CD와 음반을 수집하기 시작했다. 1995년 그가 일본으로 돌아왔을 때 그의 앨범 컬렉션은 우편을 통해 수입 앨범과 CD를 판매하는 그의 첫 번째 회사의 기반이 되었다.

## 사업
1998년 마에자와는 통신판매 앨범 사업을 기반으로 스타트 투데이(Start Today)라는 회사를 설립했다. 같은 해 그의 밴드는 BMG 재팬 레이블과 계약을 맺었다. 2000년에 스타트 투데이는 온라인 플랫폼으로 전환하고 의류 판매를 시작했으며 상장 회사가 되었다. 2001년 마에자와는 음악 활동 중단을 선언했다. 스타트 투데이는 2004년에 소매 의류 웹사이트 조조타운을 오픈했으며, 6년 후 스타트 투데이는 도쿄 증권거래소의 마더스(Mothers) 지수에 상장된 상장 회사가 되었다. 2012년까지 스타트 투데이는 도쿄 증권거래소의 첫 번째 섹션에 상장되었다.
2018년 마에자와는 맞춤형 의류 브랜드인 ZOZO와 재택 측정 시스템인 ZOZOSUIT를 72개 이상의 국가 및 지역에 출시했다.
마에자와는 회사 지분 50.1%를 37억 달러(4000억 엔)에 소프트뱅크에 매각한 뒤 2019년 9월 ZOZO에서 사임했다. 그는 또한 ZoZo의 개인 지분 30%를 야후! 재팬에 매각했다.